# Wapen van Érezée

Het wapen van Érezée.

Het Wapen van Érezée is het heraldisch wapen van de Luxemburgse gemeente Érezée. Het wapen werd op 18 december 1991 bij Ministerieel Besluit aan de gemeente toegekend.

## Geschiedenis
Het wapen van Érezée is een vereenvoudigde versie van het oude wapen van haar deelgemeente Soy, die als gemeentewapen het wapen van de familie de Cassal voerde, die in de 18e eeuw heren van Soy waren. De leeuwen als schilddragers, alsook de kroon boven het schild werden in het nieuwe wapen weggelaten.

## Blazoen
Het huidige wapen heeft de volgende blazoenering:
Ecartelé aux 1. et 4. d'azur au lion d'argent, armé et lampassé de gueules, aux 2. et 3. d'or à un huchet de sable, l'embouchure tournée à senestre.
Gevierendeeld 1. en 4. in azuur een leeuw van zilver, genageld en getongd van keel, 2. en 3. in goud een jachthoorn van sabel, het mondstuk naar links gekeerd.— Ministerieel Besluit van 18 december 1991.

## Referentie
- C. Piérard, Parlons de nos villages..., eglise-romane-tohogne.be (2016).

Aarlen · Attert · Aubange · Bastenaken · Bertogne · Bertrix · Bouillon · Chiny · Daverdisse* · Durbuy · Érezée · Étalle · Fauvillers* · Florenville · Gouvy · Habay · Herbeumont · Hotton · Houffalize · La Roche-en-Ardenne · Léglise · Libin · Libramont-Chevigny* · Manhay · Marche-en-Famenne · Martelange* · Meix-devant-Virton · Messancy · Musson · Nassogne · Neufchâteau · Paliseul · Rendeux · Rouvroy · Saint-Hubert · Saint-Léger · Sainte-Ode* · Tellin · Tenneville* · Tintigny · Vaux-sur-Sûre · Vielsalm · Virton · Wellin

* Voert geen wapen